# L'odissea (pel·lícula)

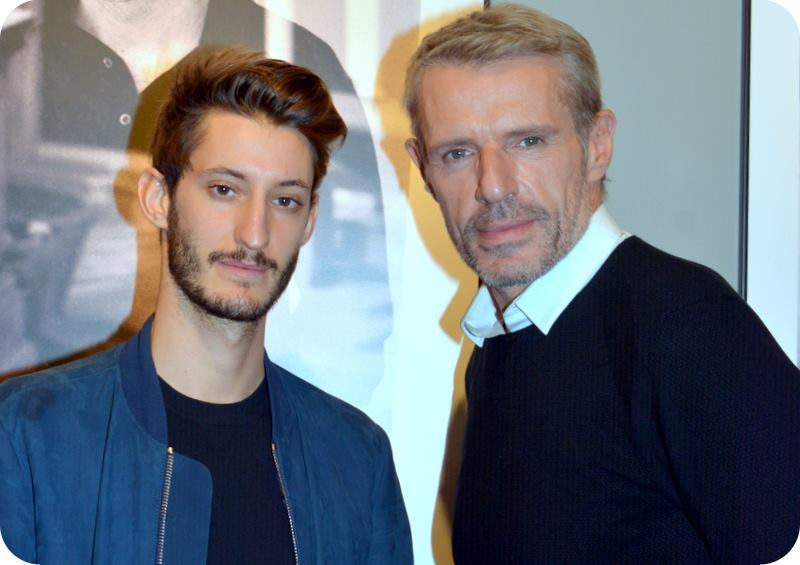
Els actors principals Pierre Niney i Lambert Wilson en una estrena l'octubre de 2016.

L'odissea (títol en francès: L'Odyssée) és una pel·lícula d'aventures biogràfica francobelga del 2016 dirigida per Jérôme Salle i escrita pel mateix Salle i Laurent Turner, basada en el llibre de no-ficció Capitaine de La Calypso d'Albert Falco i Yves Paccalet. La pel·lícula és protagonitzada per Lambert Wilson, Pierre Niney i Audrey Tautou. S'ha doblat i subtitulat al català.
El rodatge principal va començar el 7 de setembre de 2015 a Croàcia, on es va rodar a les illes Hvar, Vis i Biševo. El rodatge també es va dur a terme a Sud-àfrica, l'Antàrtida i les Bahames, i va acabar el 8 de gener de 2016.
A França, la pel·lícula es va estrenar el 12 d'octubre de 2016 a càrrec de Wild Bunch.